# Клад из Бройтера

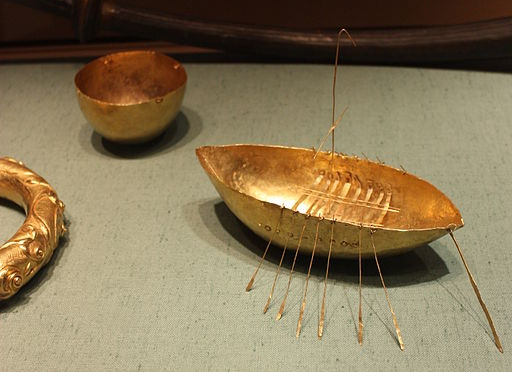
Золотая лодка, чаша и шейная гривна, Национальный музей Ирландии, октябрь 2010

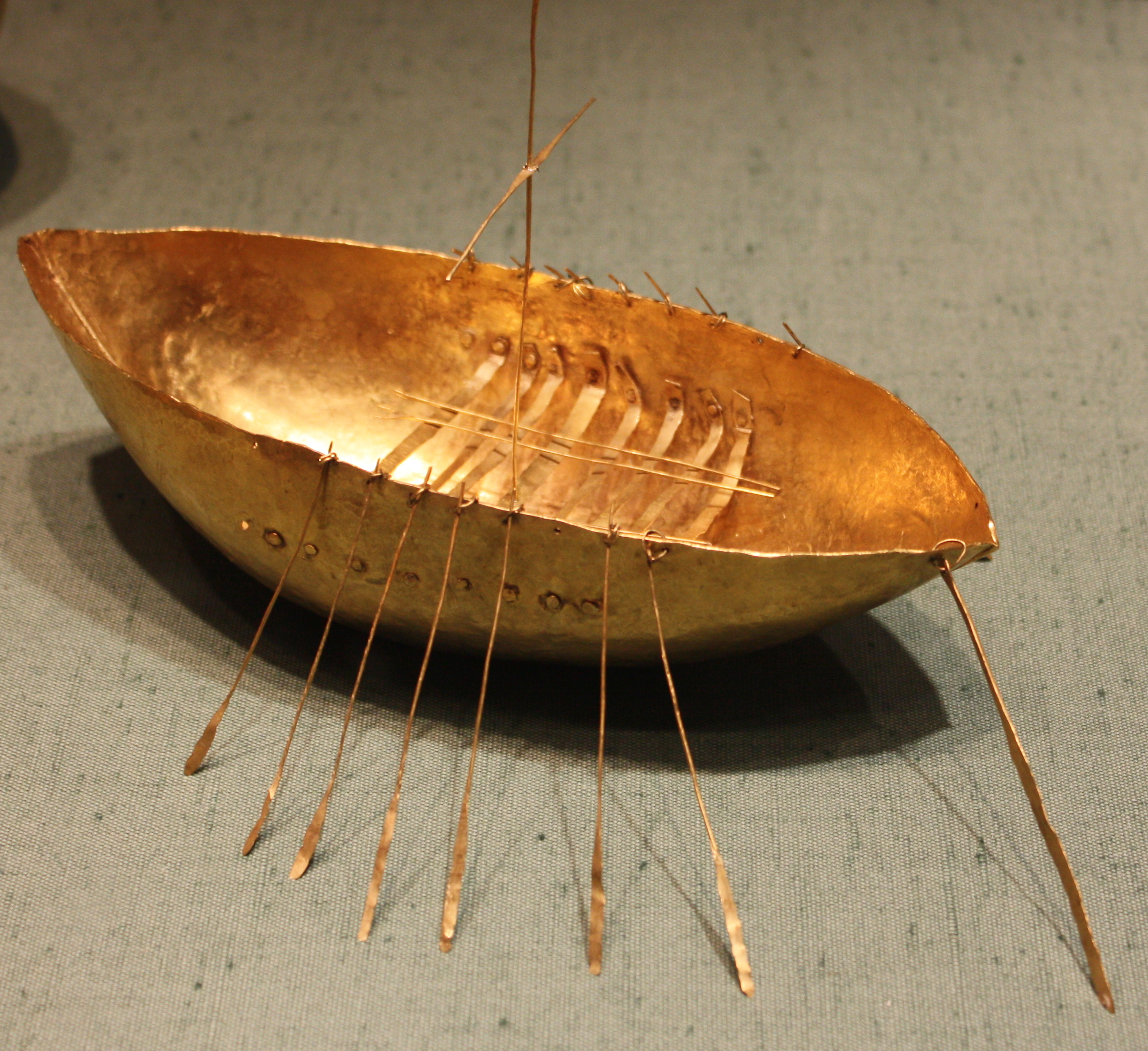
Золотая лодка, октябрь 2010

Клад из Бройтера (Broighter Hoard или Broighter Gold) — клад золотых артефактов железного века (1-го века до н. э.), который был обнаружен в феврале 1896 году двумя сельскохозяйственными рабочими Томом Николлом и Джеймсом Морроу (Tom Nicholl and James Morrow) на поле местного фермера Джозефа Л. Гибсона (Joseph L Gibson) на глубине 36 см близ городка Бройтер (Broighter) в Северной Ирландии.

## История
Клад был найден недалеко от залива Лох-Фойл в поле в 2 км к северо-западу от Лимавади в Лондондерри. Клад обнаружили Том Николл и Джеймс Морроу, когда они работали пахарями у Джозефа Л. Гибсона в феврале 1896 года во время двойной вспашки (один плуг следует за другим за счет чего достигается дополнительная глубина. Было подсчитано, что находки были похоронены на глубине 36 см и находились в непосредственной близости друг от друга.
Находку отвезли на ферму, где Мэгги (впоследствии миссис Николл) вымыла находки в раковине. В то время они не осознавали, что они сделаны из золота. Клад был продан Британскому музею за шестьсот фунтов. Он состоял из лодки с принадлежностями и веслами; два ожерелья, чаша и шейная гривна. Первоначально находка была описана как комок грязи. Более того, лодка была настолько сильно повреждена плугом, что позже понадобился ювелир, чтобы её восстановить.

## Клад
Клад состоит из семи предметов. Наиболее ценные: золотая лодка длиной 18 см, золотая шейная гривна и золотая чаша. Объекты, возможно, были похоронены как подношение кельтскому богу, предположительно в первом веке до нашей эры. Копии коллекции хранятся в музее Ольстера в Белфасте.

### Лодка
Золотая лодка длиной 18,4 см и весом 85 г. У лодки есть мачта для паруса, скамейки, два ряда по девять вёсел, руль, инструменты тонкой работы, оружие и копье. Лодка наводит на мысль, что клад был жертвоприношением для кельтского морского бога Мананнана.

### Шейная гривна
Другой замечательный предмет — золотая шейная гривна диаметром 19 см. Существует только несколько сравнимых артефактов, например Клад из Снеттишама. Стилизованные мотивы птиц и лошадей присутствуют на рельефном орнаменте подчёркнутом резными концентрическими дугами на заднем плане. Лошадь была животным имеющим особое значение для морского бога. В экспозиции музея она названа «лучшим примером ирландской обработки золота Латенской культуры непревзойдённым в Европе».

### Золотая чаша
Необычная золотая чаша, которая была сделана из одного листа золота. Её назначение неясно, но вероятно, это модель большого котла, который был важным объектом. У неё было четыре петли подвески снаружи, не все сохранились. Диаметр чаши составляет 3,5 дюйма (8,9 см), а глубина — около 2 дюймов (5,1 см). Она весит более 1 унции (28 г). Подвесные чаши позже стали отличительной чертой послеримского британского и ирландского искусства, которое часто считалось особенностью кельтских регионов.

### Цепные ожерелья
Два цепных ожерелья, одно длиной 39,6 см с тройными цепями, другое с одной цепью, но более сложной конструкции. Две шейные гривны сделанные из витых золотых слитков в британском стиле. Одина полная диаметром 18,6 см, другая полукруглый фрагмент. Эклектика стилей сравнима с эклектикой предметов в Кладе из Стерлинга, Стерлинг (округ, Шотландия).
Клад хранится в экспозиции Национальном музее Ирландии.